# Rubigen
Rubigen est une commune suisse du canton de Berne, située dans l'arrondissement administratif de Berne-Mittelland.

## Loisirs
- Centre culturel Mühle Hunziken.